# Ben Tillett

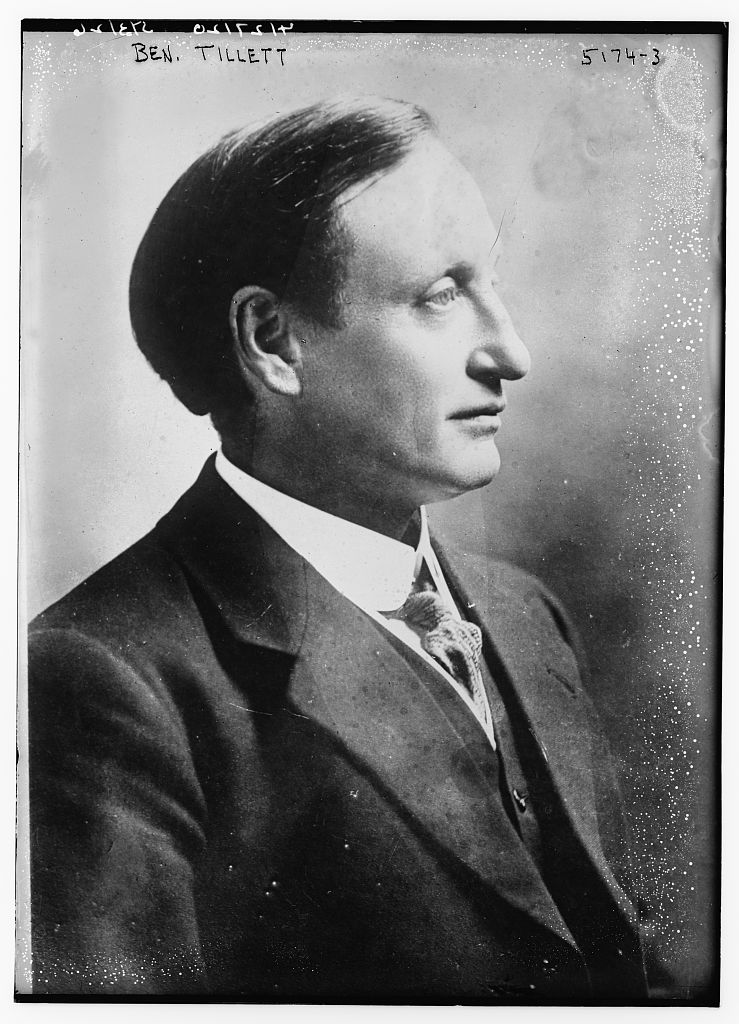
Ben Tillett, em 1920

Benjamin Tillett (Bristol, 11 de setembro de 1860 - 27 de janeiro de 1943) foi um socialista, líder sindical e político britânico. Ele era um líder do "novo sindicalismo" de 1889, que se concentrava na organização de trabalhadores não qualificados. Ele desempenhou um papel importante na fundação do Dockers Union e desempenhou um papel proeminente como líder em greves de docas em 1911 e 1912. Ele apoiou com entusiasmo o esforço de guerra na Primeira Guerra Mundial. Foi afastado por Ernest Bevin durante a consolidação que criou o Sindicato dos Trabalhadores em Transporte e em Geral em 1922, que deu a Tillett uma posição subordinada. Os estudiosos destacam sua dedicação evangélica à causa do trabalho, ao mesmo tempo em que observam suas fragilidades administrativas. Clegg Fox e Thompson o descreveram como um demagogo e agitador que buscava popularidade passageira.

## Início de carreira
Ele nasceu em Bristol, começou a trabalhar em uma olaria aos oito anos de idade e foi um menino "Risley" por dois anos. Aos 12 anos, serviu por seis meses em um barco de pesca, depois foi aprendiz de um sapateiro e depois ingressou na Marinha Real. Ele foi invalidado pela Marinha e fez várias viagens em navios mercantes. Ele então se estabeleceu nas docas de Londres e começou a trabalhar como estivador.